# Expedición de Francisco César
En 1528 Francisco César y un grupo de compañeros realizaron una expedición al interior de la actual Argentina, siendo la primera vez que los europeos se internaron en la región central del país. La expedición fue parte del viaje de Sebastián Caboto a las islas Molucas, que desvió su ruta y se internó en la cuenca del Plata. César y sus compañeros originaron la leyenda de la mítica Ciudad de los Césares al relatar que habían visto una ciudad en la que abundaba el oro y la plata.

## Antecedentes
La expedición de Caboto partió de Sanlúcar de Barrameda el 3 de abril de 1526 con destino a las Molucas vía el estrecho de Magallanes. Al recalar en la isla de Santa Catalina en las costas del Brasil, dieron con náufragos de la expedición de Solís al Río de la Plata que les relataron fantásticas historias sobre la riqueza del interior del continente. Caboto desvió su ruta a las Molucas y se internó en el Río de la Plata en busca del Rey Blanco y la Sierra de la Plata explorando los ríos Uruguay, Paraná y Paraguay. El 27 de mayo de 1527 inició la construcción del fuerte Sancti Spiritus en la confluencia de los ríos Carcarañá y Coronda, cerca de su desembocadura en el Paraná. En abril de 1528 llegó a Sancti Spiritu la expedición comandada por Diego García de Moguer, desviada también de su viaje a las Molucas, y que unió fuerzas con Caboto.